# La Légende de la mort en Basse-Bretagne
La Légende de la mort en Basse-Bretagne est un recueil de récits à propos de la mort, publié par Anatole Le Braz en 1893. 
Ces récits ont été collectés en Goëlo, Cornouaille et Trégor.
Le recueil compile des récits à propos de l'Ankou, des intersignes (annonciateurs de la mort d’un proche), des fantômes, de l’Enfer et du Paradis, des âmes et de villes englouties. Ces récits permettent de voir les influences de la Bretagne pré-chrétienne dans la Bretagne du XIXe siècle.
La première édition est rééditée en 1902 avec 30 récits inédits.

## Éditions
- Anatole Le Braz, La Légende de la mort en Basse-Bretagne, Paris, Honoré Champion, 1893

- Anatole Le Braz, La Légende de la mort en Basse-Bretagne, Paris, Honoré Champion, 1902

- Anatole Le Braz, La légende de la mort chez les Bretons armoricains, dans Magies de la Bretagne [vol. 1], édition établie par Francis Lacassin. Paris, Robert Laffont, « Bouquins », 1994.

## Ouvrages dérivés

### Traductions
- Dealings With The Dead: Narratives from "La Legende de la Mort En Basse Bretagne", traduction d'A. E. Whitehead; préface de Arthur Lillie, George Redway, Londres, 1898.
- Mojenn an Ankou, traduction bretonne de 15 récits. Le premier, de la main d'Anatole Le Braz, les autres d'Erwan ar Moal ; préface de Pierre Denis, éditions Hor Yezh, 1989.

### Bandes dessinées
- Christophe Babonneau, Histoires de Bretagne 06 - La Légende de la mort - Partie 1, Soleil, 2012
- Christophe Babonneau, Histoires de Bretagne 07 - La Légende de la mort - Partie 2, Soleil, 2012
- Christophe Babonneau, Histoires de Bretagne 08 - La Légende de la mort - Partie 3, Soleil, 2012